# Physetopoda scutellaris
Physetopoda scutellaris ist ein Hautflügler aus der Familie der Ameisenwespen (Mutillidae). 

## Merkmale
Die Wespen haben eine Körperlänge von 4 bis 7 Millimetern (Weibchen) bzw. 5 bis 11 Millimetern (Männchen). Der Kopf und der Hinterleib der Weibchen ist schwarz, ihr Thorax rot. Letzterer ist nach der Scutellumschuppe abgerundet, wobei die abfallende Rückwand des Propodeums mit dem Rücken des Thorax einen stumpfen Winkel bildet. Das erste Tergit ist nur halb so breit wie das zweite. Die Pygidialplatte ist vorne ungleichmäßig gerunzelt, im hinteren Drittel glatt. Bei den Männchen ist der Körper schwarz, nur das Schildchen (Scutellum), das Postscutellum und die Tegulae sind hellrot. Ihr Körper ist hauptsächlich locker hell behaart. Die Endränder der Tergite und das zweite und dritte Sternit besitzen jedoch dichtere, helle Endfransen. Das dritte Glied der Fühler ist etwa so lang wie breit. 

## Vorkommen und Lebensweise
Die Art ist in Süd- und Mitteleuropa verbreitet und tritt in warmen Lebensräumen, wie beispielsweise auf Magerrasen oder extensiv genutzten Weingärten und Weiden sowie Trockenrasen auf. Die Tiere fliegen von Mitte Juni bis Ende August. Welche Arten die Larven parasitieren, ist unbekannt.

## Belege
F. Amiet: Fauna Helvetica 23: Vespoidea 1. Centre Suisse de Cartographie de la Faune, 2008, ISBN 978-2-88414-035-5.